# Большедворова (Иркутская область)
Большедво́рова — деревня в Качугском районе Иркутской области России. Входит в Верхоленское муниципальное образование.

## География
Находится на левом берегу реки Куленги (левый приток Лены), в 8 км к юго-западу от села Верхоленск, и в 40 км к северо-западу от районного центра, рабочего посёлка Качуг.

## Население
| 2002 | 2010 | 2011 | 2012 |
| ---- | ---- | ---- | ---- |
| 43   | ↘16  | →16  | ↘15  |

По данным Всероссийской переписи, в 2010 году в деревне проживало 16 человек (7 мужчин и 9 женщин).